# The Walled Off Hotel
Il Walled Off Hotel è un boutique hotel progettato dallo street artist Banksy insieme ad altri creativi e al noto accademico David Grindon.  
L'hotel si trova a Betlemme, a 40 chilometri dall'aeroporto Ben Gurion. Creato nel marzo 2017 e inizialmente concepito solo come una mostra temporanea, l'hotel da allora ha attirato quasi 140.000 visitatori grazie anche alla sua posizione di fronte alla barriera di separazione israeliana.

## Storia
Creato nel marzo 2017 l'hotel è generalmente considerato un seguito del progetto Dismaland di Banksy. La reazione all'hotel come opera d'arte e intervento sociale è stata contrastante, soprattutto a causa della sua posizione e dell'argomento. I critici hanno sostenuto che l'edificio beneficia di una tragedia ed è un caso di turismo di guerra. D'altro canto la fama dell'hotel ha contribuito a portare più turismo in Cisgiordania, aumentando la consapevolezza delle realtà delle persone colpite dal conflitto.